# فرد هاپکین
فرد هاپکین (انگلیسی: Fred Hopkin; ۲۳ سپتامبر ۱۸۹۵ – ۵ مارس ۱۹۷۰) بازیکن فوتبال  اهل بریتانیا بود.
از باشگاه‌هایی که در آن بازی کرده‌است می‌توان به باشگاه فوتبال منچستر یونایتد، باشگاه فوتبال تاتنهام هاتسپر، و باشگاه فوتبال لیورپول اشاره کرد.